# Mîkolaiiv, Bobrovîțea
Mîkolaiiv (în ucraineană Миколаїв) este un sat în comuna Kozațke din raionul Bobrovîțea, regiunea Cernihiv, Ucraina.

## Demografie
Componența lingvistică a localității Mîkolaiiv
     Ucraineană (99,13%)
     Alte limbi (0,87%)
Conform recensământului din 2001, majoritatea populației localității Mîkolaiiv era vorbitoare de ucraineană (99,13%), existând în minoritate și vorbitori de alte limbi.